# Sedum muyaicum
Sedum muyaicum är en fetbladsväxtart som beskrevs av Kun Tsun Fu. Sedum muyaicum ingår i Fetknoppssläktet som ingår i familjen fetbladsväxter. Inga underarter finns listade i Catalogue of Life.